# Camellia forrestii
Camellia forrestii là một loài thực vật có hoa trong họ Theaceae. Loài này được (Diels) Cohen-Stuart mô tả khoa học đầu tiên năm 1916.

## Hình ảnh

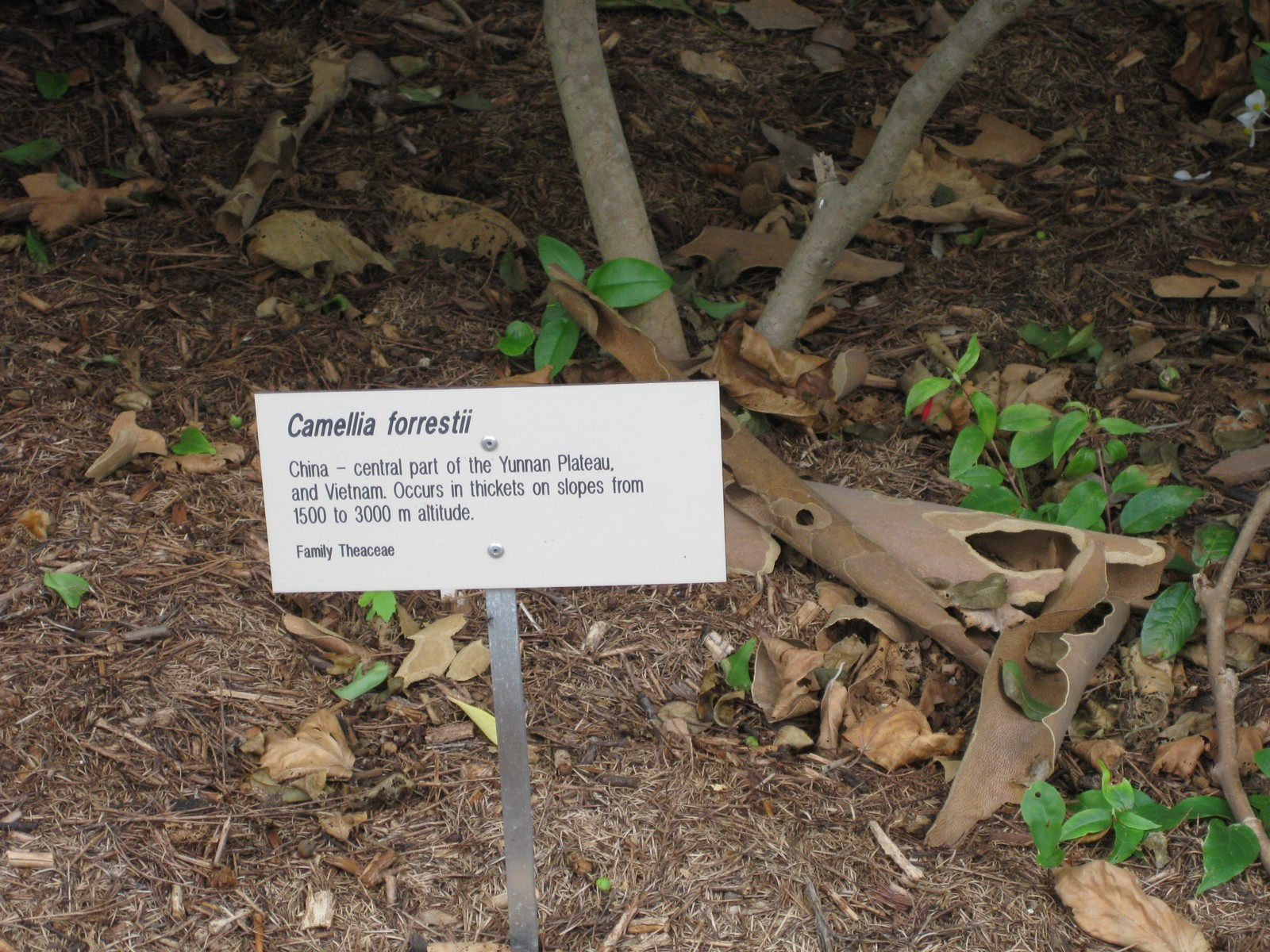